# ポーレット・シンジョン (第3代ボリングブルック伯爵)
第3代ボリングブルック伯爵ポーレット・シンジョン（英語: Paulet St John, 3rd Earl of Bolingbroke、1634年11月23日（洗礼日） – 1711年10月5日）は、イングランド王国の政治家、貴族。

## 生涯
ポーレット・シンジョン（初代ボリングブルック伯爵オリヴァー・シンジョンの次男）とエリザベス・ヴォーン（Elizabeth Vaughan）の次男として生まれ、1634年11月23日に洗礼を受けた。1651年、リンカーン法曹院に入った。
イングランド空位期では政治にかかわらなかったが、王政復古の後の1663年にベッドフォード選挙区の補欠選挙で当選、以降再選を繰り返した。
1688年3月18日に兄オリヴァーが死去すると、ボリングブルック伯爵の爵位を継承した。同年の名誉革命以降はカントリのホイッグ党員としてウィリアム3世を支持した。
1689年9月5日から1711年10月5日までベッドフォードシャー首席治安判事を務めた。
1711年10月5日に生涯未婚のまま死去、後継者がおらずボリングブルック伯爵の爵位は断絶したが、ブレッツォのシンジョン男爵は親族のポーレット・セント・アンドリュー・シンジョンが継承した。